# Kruno Ivančić
Kruno Ivančić (sinh 18 tháng 1 năm 1994) là một tiền vệ cánh bóng đá Croatia thi đấu cho Aluminij.

## Sự nghiệp câu lạc bộ
Trong mùa giải 2012–13, Ivančić ghi 8 bàn trong 2 trận cùng với Sesvete ở Druga HNL, giải hạng hai Croatia. Sau đó anh gia nhập Istra 1961. Anh ra mắt tại hạng đấu cao nhất ngày 20 tháng 7 năm 2014 trước Hajduk Split. Trận đấu kết thúc với tỉ số hòa 1–1.